# Solimano di Persia
Sam Mirza (in persiano سام میرزا‎), in seguito noto con il suo primo nome dinastico di Safi II (شاه صفی‎), e nel senso periodo di regno con il suo secondo e più famoso nome dinastico di Solimano (شاه سلیمان‎) (febbraio o marzo 1648 – Esfahan, 29 luglio 1694) è stato l'ottavo Scià Safavide di Persia dal 1666 fino alla sua morte.

## Famiglia e gioventù
Sam Mirza nacque nel febbraio 1648 (o marzo). Era il figlio maggiore del precedente scià Abbas II e della schiava circassa Nakihat Khanum. Sam Mirza aveva un fratello minore di nome Hamza Mirza e altri due fratelli di nome Ismail Mirza e Mirza Ali Naqi. Aveva anche due sorelle il cui nome non è noto. Sam Mirza crebbe isolato nell'Harem reale, dove fu accudito da Agha Nazira, un eunuco. Per questo motivo, la prima lingua di Sam Mirza fu l'azero e non è ancora ben noto quanto fosse in grado di parlare il persiano. Inoltre, a causa del modo in cui Sam Mirza fu cresciuto, era molto meno esperto e meno energico di suo padre, cosa che ebbe conseguenze significative per il suo regno.
Abbas II morì a Mazandaran il 25 settembre 1666, senza decidere chi dovesse essere il suo successore. Cinque giorni dopo, la notizia si diffuse ad Esfahan. Gli eunuchi, che si occupavano del palazzo, ora dovevano nominare il successore. Molti di loro preferivano il bambino di sette anni Hamza Mirza, che potevano facilmente controllare. Tuttavia, la questione venne decisa quando il tutore di Hamza Mirza fece una dichiarazione in tribunale a sostegno dell'assunzione al trono di Sam Mirza.

## Regno

### Regno dopo la prima incoronazione: 1666-1668

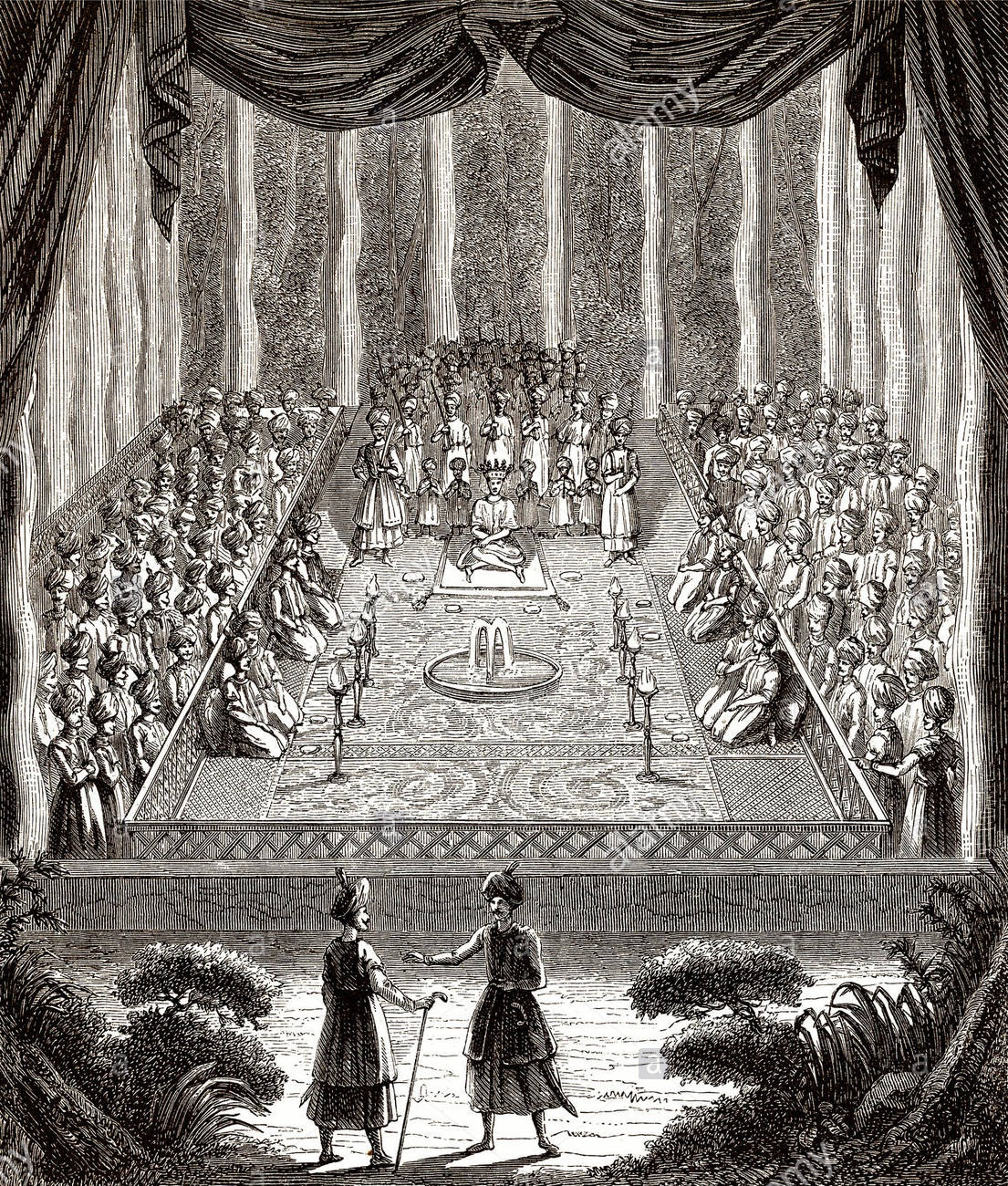
Stampa della prima incoronazione di Solimano I nel 1666.

Il giorno dopo, il 1º ottobre 1666, Sam Mirza fu incoronato scià di Persia con il nome di Safi II. La cerimonia si svolse nel pomeriggio e venne gestita da Mohammad-Baqer Sabzavari, lo Sheikh ul-Islam di Esfahan. A Safi II furono donate le teste di alcuni uzbeki morti ed egli, a sua volta, ricompensò con denaro coloro che gliene avevano fatto dono.  Diede anche denaro a 300 esiliati dall'Impero ottomano che cercavano rifugio in Persia per evitare di essere arruolati nell'esercito di quell'impero. Tutte le posizioni amministrative vennero riconfermate lo stesso giorno. Il nome "Abbas II" fu rimosso dai francobolli reali e nuove monete furono coniate col nome di Safi II. Dimostrando l'eleganza del passaggio, la città di Esfahan rimase pacifica; "i negozi sono rimasti aperti e la vita è andata avanti come se nulla fosse accaduto, smentendo i residenti stranieri che, temendo disordini e saccheggi, avevano tenuto le loro case chiuse, per riaprirle prima che finisse la giornata".
Il primo anno del suo regno ebbe un marcato insuccesso. Una serie di disastri naturali come i terremoti (terremoto di Shamakhi del 1667) a Shirvan, diffusero malattie mortali in tutta la Persia. In contemporanea devastanti incursioni del cosacco Sten'ka Razin sulla costa del Mar Caspio, convinsero gli astrologi di corte che l'incoronazione aveva avuto luogo nel momento sbagliato, e la cerimonia fu ripetuta il 20 marzo 1668. Lo scià prese il nuovo nome di Solimano I ma ebbe scarso interesse per gli affari del governo, preferendo ritirarsi nell'harem.

### Regno dopo la seconda incoronazione: 1668-1694
Lasciò il processo decisionale politico ai suoi gran visir o ad un consiglio di eunuchi dell'Harem, il cui potere aumentò durante il suo regno. La corruzione si diffuse in Persia e la disciplina nell'esercito divenne pericolosamente lassista. Allo stesso tempo, le entrate aumentarono a seguito dell'imposizione di nuove tasse. Ciò influenzò l'economia del Paese e diffuse la povertà, provocando molte ribellioni anche nella capitale Esfahan. Nel 1672, lo scià Solimano offrì all'ex visir Mohammad Beg di diventare di nuovo suo visir, cosa che questi accettò, ma morì mentre si recava a Esfahan. Secondo il viaggiatore francese Jean Chardin, Mohammad Beg era stato avvelenato dal visir di Solimano, Shaulekh Ali Khan Zangana. Nel 1676 Solimano nominò il principe georgiano Giorgio XI di Cartalia sovrano del Regno di Cartalia.
Entro il 1670, i georgiani arrivarono a costituire una parte ancora più grande delle forze di combattimento safavide, raggiungendo un numero contestato di 40.000.
Solimano non fece alcun tentativo di sfruttare la debolezza del tradizionale rivale dei Safavidi di Persia, l'Impero ottomano, dopo che gli ottomani subirono una grave sconfitta nella battaglia di Vienna nel 1683. Rifiutò persino le proposte degli stati europei di formare una coalizione contro l'impero ottomano. La Persia subì anche incursioni degli Uzbeki e dei Calmucchi rispettivamente ai confini orientale e settentrionale (Caucaso settentrionale) dell'impero.
Nel 1688, Giorgio XI si ribellò a Solimano e cercò di sollecitare gli ottomani ad aiutarlo. Tuttavia, la sua richiesta di aiuto fu inutile e Solimano nominò un altro principe georgiano di nome Eraclio I come sovrano di Cartalia e costrinse Giorgio XI a fuggire. Per assicurarsi il controllo sulla Cartalia, nominò Abbas-Quli Khan come viceré della regione.
Il Kizilbash rimase una parte importante dell'apparato esecutivo dei Safavidi, anche se i caucasici etnici erano arrivati a sostituirli in gran parte. Ad esempio, anche nel 1690, quando i georgiani etnici costituivano il pilastro centrale dell'esercito dei Safavidi, il Kizilbash ebbe ancora un ruolo significativo nell'esercito.

## Attività diplomatica
L'attività diplomatica aveva già iniziato a diminuire sin dal regno di scià Abbas I (1587-1629), ma diminuì ancora di più sotto Solimano. Sebbene questi avesse chiesto al re Guglielmo III d'Inghilterra abili consiglieri, nel 1668/69, non sembra essere stato coinvolto in una diplomazia straniera operativa.

### Danimarca
Nel 1687 una nave della Compagnia danese delle Indie orientali catturò una nave bengalese e la portò nel porto di Tharangambadi, che a quel tempo faceva parte di una colonia danese sulla costa sud-orientale dell'India. Le merci della nave appartenevano ai commercianti armeni di Nuova Julfa a Esfahan. I danesi fecero spedire la nave con le sue merci alla loro capitale di Copenaghen, dove quattro anni dopo un diplomatico safavide si presentò per chiedere di saldare il conto della marce. L'11 dicembre 1691, il diplomatico Safavide mostrò al re Cristiano V (r. 1670-99) le sue credenziali e una lettera di Solimano I indirizzata al re precedente, Cristiano III. La lettera conteneva un elenco dei prodotti contestati e i nomi dei commercianti armeni proprietari della merce. Anche se il diplomatico tornò senza aver ottenuto risultati concreti, l'involucro elegantemente decorato in cui erano riposte le credenziali e la lettera è conservato nel Museo danese di arte e disegno.

## Aspetto
Il viaggiatore francese Jean Chardin, che incontrò il re Safavide alla fine del 1660 (o all'inizio del 1670), scrisse che era un uomo alto ed elegante, con i capelli biondi tinti di nero, gli occhi blu e la pelle bianco pallido. La sua pelle chiara è spesso visibile in diversi suoi ritratti. Secondo Nicolas Sanson, Solimano era "alto, forte e attivo; un bel principe, un po' troppo effeminato per un monarca che dovrebbe essere un guerriero, con un naso aquilino, grandi occhi blu, una barba tinta di nero".

## Morte e successione
Solimano morì il 29 luglio 1694 a Esfahan, a causa di forti libagioni o gotta. Sul suo letto di morte, chiese ai suoi eunuchi di corte di scegliere tra i suoi due figli, dicendo che se volevano la pace e la tranquillità avrebbero dovuto scegliere l'anziano, Sultan Husayn, ma se avessero voluto rendere l'impero più potente, avrebbero dovuto optare per il più giovane, Abbas Mirza. Gli ennuchi decisero di designare Sultan Husayn come nuovo scià di Persia.
Solimano si era sposato numerose volte, e una volta con Elena, figlia dell'Atabegi di Meschezia, in Georgia.